# 1426
1426. је била проста година.

## Догађаји
- Споразум у Тати  склопљен је између угарског краља Жигмунда Луксембуршког и српског деспота Стефана Лазаревића. Жигмунд је овим споразумом прихватио Ђурђа Бранковића као наследника Стефана Лазаревића на месту српског деспота, а Стефан се обавезао да ће његов наследник Угрима вратити Београд, Голубац и Мачву.

### Јануар
- 7. јануар – Краљ Хенри VI сазива Парламент Енглеске, наређујући његовим члановима да се састану у Лестеру 18. фебруара.
- 13. јануар – Битка код Брауверсхавена води се у Холандији између Бургундије, коју је предводио војвода Филип Добри, и трупа које је предводила Жаклин, грофица од Еноа, при чему Бургунђани побеђују.
- 15. јануар – Енглеска, коју предводи краљ Хенри VI, објављује рат против Војводства Бретање и Краљевине Француске након што се Жан ле Саж, војвода од Бретање, ушао у савез са француским краљем Карлом VI.

### Фебруар
- 27. фебруар – Стогодишњи рат: Опсада Светог Јакова почиње у Нормандији у Француској, када сер Томас Ремпстон из Енглеске предводи 600 витезова против силе од 16.000 француских и британских војника након што је војвода од Бретање одлучио да се савезничи са Краљевином Француском.

### Април
- 22. април – Други скадарски рат између Млетачке републике и српске деспотовине формално је завршен потписивањем споразума у српском граду Вучитрну.
- 25. април – Хасан ибн Аџлан, коме је дозвољено да напусти Каиро након што га је египатски мамелучки султан именовао за емира Меке и платио прву рату накнаде , умире на повратку у Меку.

### Јун
- 16. јун – Хуситски ратови – Битка код Аусига: Хусити су одлучно победили крсташке војске Немачке у Четвртом антихуситском крсташком рату, а затим су следећег дана уништили град Аусиг (сада Усти над Лабом).

### Јул
- 7. јул – Битка код Хирокитије: Краљ Јанус са Кипра је поражен и заробљен од стране Мамелука и доведен у Египат, где је откупљен после десет месеци.

### Септембар
- 17. септембар – Баракат ибн Хасан стиже у Меку да званично преузме овлашћења емира Меке, након што је вратио власт од свог брата Абу-л-Касима.

### Октобар
- 12. октобар – Укермаршки рат (1425–1427): Представљајући Бранденбург, изборник Фридрих и његов син Јохан „алхемичар“ потписују споразум са Вилијамом од Верлеа, владаром једне од супротстављених држава Мекленбурга. Фридрих и Јохан су повратили град Пренцлау.

### Новембар
- 7. новембар – У вијетнамском устанку Лам Сон против кинеске власти, вијетнамски побуњеници предвођени генералом Нгујен Сијем побеђују много веће снаге војске династије Минг Кине у бици код Тот Донга и Чук Донга близу данашњег Ханоја, при чему је погинуло најмање 20.000 од 54.000 кинеских војника.

### Децембар
- 30. децембар – У Венецији је потписан мировни споразум између Венецијанске републике (којом је предводио дужд Франческо Фоскари) и Миланског војводства (којим је владао војвода Филипо Марија Висконти), уз посредовање папског изасланика, кардинала Никола Албергатија. Милано је дужно да се одрекне контроле над Брешом и Верчелијем у корист Венеције, али враћа контролу над својим бившим земљама у Лигурији.

## Смрти
- Хуберт ван Ајк
- Алберт де Унг

- Филип Маџарин
- Мара Лазаревић Бранковић

- Никон Радоњешки

- Семовит IV (војвода Мазовије)

- Теодора Кантакузин (супруга Алексија IV)
- Терапонт Белојезерски